# Saison 5 de Skam France
Chronologie
Saison 4 Saison 6
Cet article présente le guide des épisodes de la cinquième saison de la web-série française Skam France.
La saison est diffusée en "temps réel"[pas clair] sur France.tv Slash du 10 janvier 2020 au 6 mars 2020 et sur France 4 chaque semaine, du 11 janvier 2020 au 7 mars 2020, dans la nuit du vendredi au samedi, en troisième partie de soirée.

## Synopsis de la saison
Cette saison est consacrée au personnage d’Arthur Broussard et à l’impuissance face à la toxicité des adultes et du handicap invisible.

## Distribution

### Acteurs principaux
- Robin Migné : Arthur Broussard
- Coline Preher : Alexia « Alex » Martineau
- Paul Scarfoglio : Basile Savary
- Léo Daudin : Yann Cazas
- Axel Auriant : Lucas Lallemant
- Philippine Stindel : Emma Borgès
- Lula Cotton-Frapier : Daphné Lecomte
- Assa Sylla : Imane Bakhellal
- Winona Guyon : Noée

### Acteurs récurrents et invités
- Maxence Danet-Fauvel : Eliott Demaury
- Aliénor Barré : Lisa
- Lucas Wild : Camille
- Édouard Eftimakis : Mickael
- Julie Tatukila : Marième
- Flavie Delangle : Lola Lecomte
- Caroline Tillette : prof de SVT
- Julien Farrugia : prof de français
- Olivia Côte : infirmière du lycée

## Équipe technique
- Créatrice : Julie Andem
- Réalisateur : David Hourrègue
- Adaptation : Cyril Tysz, Clémence Lebatteux, Karen Guillorel, Julien Capron
- Scénarios : Niels Rahou, Clémence Lebatteux, Marine Josset, Fanny Talmone, Jean-Baptiste Vandroy, Delphine Agut

## Liste des épisodes
1. Le Début de la fin
2. En silence
3. Tête de con
4. Rien ne change
5. Le temps de s'habituer
6. Entre potes
7. La Sourd-Valentin
8. Faire un choix
9. Rapports de force
10. Plus jamais pareil

### Épisode 1:Le Début de la fin
- France : 
  - 10 janvier 2020 à 18 h sur France.tv
  - 11 janvier 2020 à 3 h 30 sur France 4

### Épisode 2:En silence
- France : 
  - 17 janvier 2020 à 18 h sur France.tv
  - 18 janvier 2020 à 4 h 5 sur France 4

### Épisode 3:Tête de con
- France : 
  - 24 janvier 2020 à 18 h sur France.tv
  - 25 janvier 2020 à 3 h 15 sur France 4

### Épisode 4:Rien ne change
- France : 
  - 31 janvier 2020 à 18 h sur France.tv
  - 1er février 2020 à 3 h 15 sur France 4

### Épisode 5:Le temps de s'habituer
- France : 
  - 7 février 2020 à 18 h sur France.tv
  - 8 février 2020 à 1 h 15 sur France 4

### Épisode 6:Entre potes
- France : 
  - 14 février 2020 à 18 h sur France.tv
  - 15 février 2020 à 2 h 20 sur France 4

### Épisode 7:La Sourd-Valentin
- France : 
  - 15 février 2020 à 18 h sur France.tv
  - 22 février 2020 à 2 h 0 sur France 4

### Épisode 8:Faire un choix
- France : 
  - 21 février 2020 à 18 h sur France.tv
  - 29 février 2020 à 2 h 25 sur France 4

### Épisode 9:Rapports de force
- France : 
  - 28 février 2020 à 18 h sur France.tv
  - 7 mars 2020 à 1 h 20 sur France 4

### Épisode 10:Plus jamais pareil
- France : 
  - 6 mars 2020 à 18 h sur France.tv
  - 14 mars 2020 à 2 h 10 sur France 4